# Pseudagrion sublacteum
Pseudagrion sublacteum е вид водно конче от семейство Coenagrionidae. Видът не е застрашен от изчезване.

## Разпространение
Разпространен е в Ангола, Бенин, Ботсвана, Гамбия, Гана, Гвинея, Египет, Етиопия, Йемен, Израел, Камерун, Кения, Кот д'Ивоар, Либерия, Либия, Мавритания, Малави, Мали, Мозамбик, Намибия, Нигер, Нигерия, Оман, Саудитска Арабия, Свазиленд, Сенегал, Сиера Леоне, Сомалия, Танзания, Того, Уганда, Южен Судан и Южна Африка.